# الکساندر گوملسکی
الکساندر گوملسکی (روسی: Гомельский, Александр Яковлевич؛ ۱۸ ژانویهٔ ۱۹۲۸ – ۱۶ اوت ۲۰۰۵) یک بازیکن و مربی حرفه‌ای بسکتبال اهل اتحاد جماهیر شوروی/روسیه بود.
وی در مسابقات کشوری و بین‌المللی در مجموع برندهٔ ۲ مدال طلا، ۱ مدال نقره، ۱ مدال برنز شده‌است.